# Eugeniusz Wesołowski

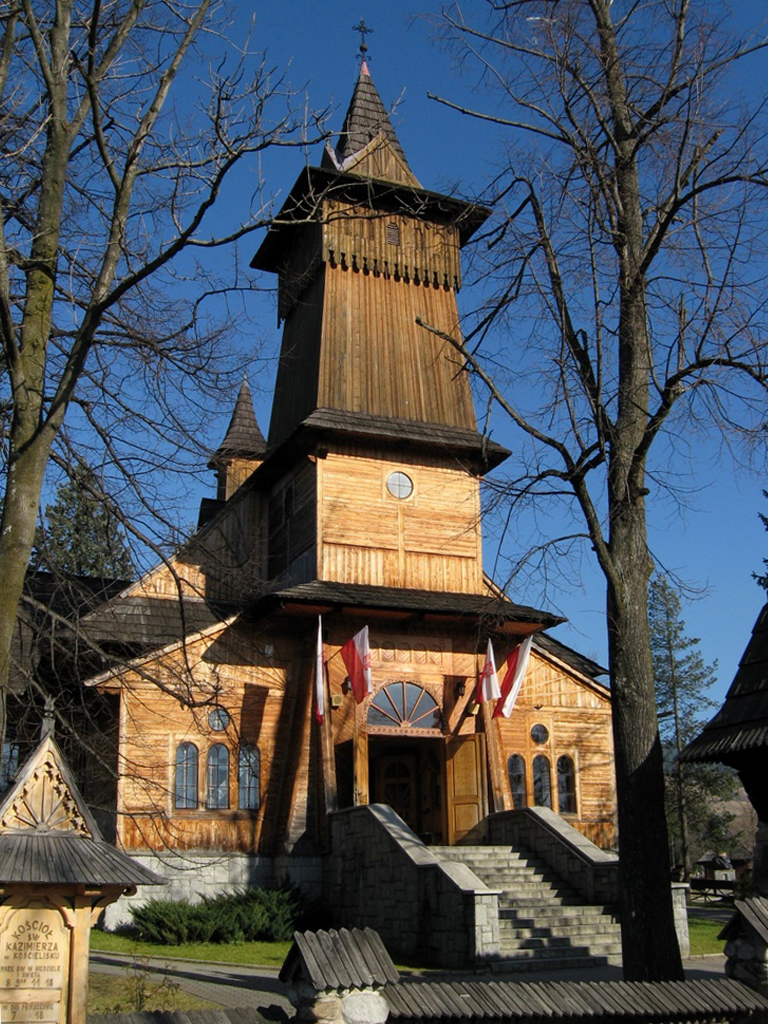
Kościół w Kościelisku

Eugeniusz Wesołowski (ur. 13 marca 1874 w Rdzawie, zm. 19 października 1950 w Podlipiu) – polski architekt.

## Życiorys
Studia architektoniczne ukończył w Krakowie, ale swój pierwszy projekt zrealizował we Lwowie, był to gmach Muzeum Przemysłowego. Następnie przeniósł się na krótko do Okocimia, aby w 1902 zamieszkać w Zakopanem. Uległ fascynacji twórczością Stanisława Witkiewicza i stał się propagatorem stylu zakopiańskiego, w którym tworzył zlecane mu projekty. W 1904 powstał w tym stylu hotel "Stamary" należący do słynnej śpiewaczki Marii Budziszewskiej, w tym samym roku zaprojektował budynek poczty przy Krupówkach. W 1912 rozpoczęto budowę pensjonatu "Sanato" należącego do Aleksandra Rumińskiego, budowa na stoku Antałówki trwałą dwa lata. W tym czasie powstał budynek "Książówki" przy Drodze do Kuźnic, który stanowił połączenie muru i konstrukcji drewnianej. W 1921 Eugeniusz Wesołowski zaprojektował Dom Wycieczkowy im. Ks. Stolarczyka, ale poza stylem zakopiańskim rozpoczął projekty klasycystyczne, należał do nich budynek łaźni miejskiej w parku miejskim wybudowany w 1921, pensjonat "Radowit" wybudowany w 1925 na zlecenie Jana Wróblewskiego oraz gmach kina Sokół w 1929. Projekt kina zajął III miejsce, po projektach Józefa Handzelewicza i Witolda Minkiewicza, ale względy finansowe zadecydowały o realizacji wersji Eugeniusza Wesołowskiego.